# 인형의 집 (2018년 드라마)
《인형의 집》은 2018년 2월 26일부터 2018년 7월 20일까지 방송된 KBS 일일 드라마다.

## 기획 의도
재벌가 집사로 이중생활을 하는 금영숙의 애끓은 모정으로 뒤틀어진 두 여자의 사랑과 우정, 배신을 담고 있으며, 가족과 자신의 꿈을 위해 돌진하는 명품 캔디 퍼스널 쇼퍼 홍세연이 표독함만 남은 쇼핑중독 재벌3세 은경혜와의 악연 속에서 복수를 감행하며 진실을 찾는 이야기.

## 등장인물

### 주요 인물
- 최명길 : 금영숙 역 - 이 드라마의 만악의 근원 1. 세연의 양어머니이자 경혜의 생모, 은회장 저택의 집사
- 박하나 : 홍세연 → 은경혜 역 - 이 드라마의 여주인공. 죽은 수란의 친딸이자 명품관 우수사원, 위너스 그룹 디자이너, 영숙의 양딸
- 왕빛나 : 은경혜 → 홍세연 역 - 인간말종 3. 이 드라마의 前 악역인 동시 여주인공. 영숙의 친딸, 위너스 그룹 회장, 뺑소니 사고 진범
- 한상진 : 장명환 역 - 인간말종 1. 이 드라마의 메인 빌런이자 최종 보스. 최연소 사시 패스 출신, 경혜의 남편, 뺑소니 사고 공범
- 이은형 : 이재준 역 - 위너스 그룹 비서실장, 꽃님/재영의 오빠, 세연의 연인.

### 세연의 집
- 이한위 : 홍필목 역 - 영숙의 남편, 세연의 양부, 전 체육관 운영, 경비원
- 정수영 : 홍선희 역 - 필목의 딸, 식당 운영, 세연의 언니
- 김기두 : 홍철수 역 - 필목의 아들, 세연의 오빠
- 김지성 : 홍강희 역 - 영숙과 필목의 딸, 배우, 세연의 동생
- 조이현 : 성웅 역 - 선희의 아들
- 배누리 : 꽃님 / 이재영 역 - 뺑소니 사고 피해자, 선희의 식당 보조, 재준의 여동생

### 경혜의 집
- 이호재 : 은기태 역 - 세연의 생 조부, 위너스 그룹 회장 (1회~60회)
- 조미령 : 은숙자 역 - 은회장의 6촌 동생, 화장품 가게 사장
- 박현숙 : 박수란 역 - 세연의 생모, 30년 간 정신병원에 입원 (96회에서 사망으로 하차)

### 그 외 인물
- 이관훈 : 유신혁 역 - 철수의 친구, 뺑소니 전담반 열혈 형사
- 유서진 : 김효정 역 - 인간말종 2. 경혜의 주치의, 명환의 내연녀 (1회~88회)
- 김광영 : 마동숙 역 - 사람 찾기 전문가, 꾼 선희의 남편
- 심진화 : 신영애 역 - 세연의 절친, 명품관 근무 (1회~10회)
- 박정상 : 팀장 역 - 신혁의 경찰서 팀장
- 박재웅 : 나진범 역 - 뺑소니 전담반 형사, 신혁의 파트너
- 정정아 : 정현주 역 - 명품관 팀장 (1회~10회)
- 서혜진 : 구사라 역 - 세연의 동기, 해외 유학파 디자이너
- 이아린 : 사차순 역 - 세연의 조력자, 디자이너
- 김관모 : 차준혁 역 - 세연의 상사, 수석 디자이너
- 김유진 : 나애리 역 - 세연의 동기, 회사 소식통
- 최종태 : 명현준 역 - 세연의 동기, 신입 디자이너
- 고인범 : 부사장 역 - 은 회장의 오른팔
- 공정환 : 피에르 장 (장혁필) 역 - 프랑스 명품 브랜드 '피에르'의 창립자
- 이명호 : 민우혁 역
- 민복기 : 김덕만 역
- 박다안 : 신나영 역
- 김미라 : 가맹점 점주 역
- 백일섭 : 라현국 역
- 김정난 : 은숙희 역 - 숙자의 언니
- 이용규
- 최선일
- 변우종 : 정비서 역
- 육미라
- 이윤상
- 방주환
- 양재원
- 윤복성
- 한태일
- 김성연
- 정수인
- 하민
- 조용상
- 김준원
- 유준아
- 민서영
- 박귀순
- 동윤석
- 김상일
- 봉승호
- 김홍현
- 엄태윤
- 공재원
- 이채민
- 손정림
- 이재욱
- 장준호
- 오규택
- 한태희
- 이혁
- 최선일
- 성낙경
- 송하림
- 나석민
- 미상 : 최 비서 역 - 은경혜를 모셨던 비서

### 특별출연
- 김효원
- 김원효
- 김승욱 : 구지호 역
- 선동혁

## 시청률
최저 시청률과 최고 시청률은 시청률 조사회사와 지역별로 시청률에 차이가 있을 수 있습니다.
| 2018년  | 2018년   | 2018년         | 2018년       | 2018년         | 2018년       |
| 회차    | 방송일   | TNmS 시청률    | TNmS 시청률  | AGB 시청률     | AGB 시청률   |
| 회차    | 방송일   | 대한민국(전국) | 서울(수도권) | 대한민국(전국) | 서울(수도권) |
| ------- | -------- | -------------- | ------------ | -------------- | ------------ |
| 제1회   | 2월 26일 | 17.5%          | 13.8%        | 13.6%          | 12.7%        |
| 제2회   | 2월 27일 | 17.6%          | 14.1%        | 14.4%          | 12.9%        |
| 제3회   | 2월 28일 | 17.9%          | 14.2%        | 14.8%          | 13.1%        |
| 제4회   | 3월 1일  | 17.5%          | 13.9%        | 13.7%          | 12.1%        |
| 제5회   | 3월 2일  | 17.6%          | 14.1%        | 14.3%          | 13.0%        |
| 제6회   | 3월 5일  | 18.8%          | 15.2%        | 14.4%          | 12.8%        |
| 제7회   | 3월 6일  | 18.2%          | 14.4%        | 13.7%          | 12.9%        |
| 제8회   | 3월 7일  | 19.2%          | 15.8%        | 14.4%          | 13.0%        |
| 제9회   | 3월 8일  | 17.4%          | 13.7%        | 14.1%          | 12.4%        |
| 제10회  | 3월 9일  | 17.6%          | 13.9%        | 14.2%          | 13.0%        |
| 제11회  | 3월 12일 | 18.4%          | 15.1%        | 14.0%          | 12.7%        |
| 제12회  | 3월 13일 | 18.2%          | 14.3%        | 14.5%          | 12.6%        |
| 제13회  | 3월 14일 | 17.1%          | 12.9%        | 13.3%          | 12.1%        |
| 제14회  | 3월 15일 | 17.7%          | 14.1%        | 14.7%          | 13.2%        |
| 제15회  | 3월 16일 | 18.3%          | 14.7%        | 12.8%          | 11.3%        |
| 제16회  | 3월 19일 | 18.5%          | 14.8%        | 14.9%          | 13.1%        |
| 제17회  | 3월 20일 | 19.5%          | 15.7%        | 15.1%          | 13.3%        |
| 제18회  | 3월 21일 | 18.6%          | 15.0%        | 15.4%          | 14.8%        |
| 제19회  | 3월 22일 | 18.1%          | 14.2%        | 15.1%          | 14.0%        |
| 제20회  | 3월 23일 | 18.9%          | 15.6%        | 13.9%          | 12.7%        |
| 제21회  | 3월 26일 | 18.2%          | 14.9%        | 14.1%          | 12.8%        |
| 제22회  | 3월 27일 | 17.3%          | 13.0%        | 14.5%          | 13.2%        |
| 제23회  | 3월 28일 | 15.7%          | 11.4%        | 13.3%          | 12.0%        |
| 제24회  | 3월 29일 | 17.4%          | 13.6%        | 14.2%          | 13.4%        |
| 제25회  | 3월 30일 | 15.5%          | 11.1%        | 12.3%          | 11.2%        |
| 제26회  | 4월 2일  | 17.0%          | 12.8%        | 13.2%          | 12.0%        |
| 제27회  | 4월 3일  | 17.0%          | 13.2%        | 13.6%          | 11.7%        |
| 제28회  | 4월 4일  | 16.6%          | 12.5%        | 14.3%          | 13.2%        |
| 제29회  | 4월 5일  | 16.5%          | 12.3%        | 13.6%          | 12.8%        |
| 제30회  | 4월 6일  | 15.8%          | 11.4%        | 12.2%          | 10.8%        |
| 제31회  | 4월 9일  | 17.7%          | 14.1%        | 14.7%          | 13.2%        |
| 제32회  | 4월 10일 | 16.8%          | 13.0%        | 14.8%          | 14.2%        |
| 제33회  | 4월 11일 | 16.6%          | 12.7%        | 13.5%          | 12.6%        |
| 제34회  | 4월 12일 | 16.1%          | 11.8%        | 13.6%          | 12.3%        |
| 제35회  | 4월 13일 | 17.4%          | 13.6%        | 13.9%          | 13.1%        |
| 제36회  | 4월 16일 | 17.0%          | 12.9%        | 13.1%          | 12.0%        |
| 제37회  | 4월 17일 | 18.1%          | 14.7%        | 13.9%          | 12.5%        |
| 제38회  | 4월 18일 | 17.4%          | 13.3%        | 13.5%          | 12.5%        |
| 제39회  | 4월 19일 | 17.1%          | 13.0%        | 13.1%          | 12.1%        |
| 제40회  | 4월 20일 | 17.9%          | 14.3%        | 13.5%          | 11.9%        |
| 제41회  | 4월 23일 | 18.5%          | 14.7%        | 14.5%          | 12.6%        |
| 제42회  | 4월 24일 | 19.3%          | 15.2%        | 15.0%          | 12.9%        |
| 제43회  | 4월 25일 | 16.6%          | 12.7%        | 14.8%          | 14.0%        |
| 제44회  | 4월 26일 | 15.4%          | 11.0%        | 14.3%          | 12.9%        |
| 제45회  | 4월 27일 | 11.8%          | 8.1%         | 10.2%          | 9.5%         |
| 제46회  | 4월 30일 | 16.6%          | 12.5%        | 13.4%          | 12.3%        |
| 제47회  | 5월 1일  | 16.0%          | 12.3%        | 14.6%          | 12.9%        |
| 제48회  | 5월 2일  | 14.2%          | 9.8%         | 15.2%          | 13.9%        |
| 제49회  | 5월 3일  | 15.5%          | 11.4%        | 13.9%          | 12.8%        |
| 제50회  | 5월 4일  | 15.5%          | 11.6%        | 14.1%          | 12.9%        |
| 제51회  | 5월 7일  | 16.1%          | 11.9%        | 13.6%          | 12.4%        |
| 제52회  | 5월 8일  | 16.2%          | 12.0%        | 13.2%          | 11.7%        |
| 제53회  | 5월 9일  | 16.6%          | 12.3%        | 13.8%          | 12.5%        |
| 제54회  | 5월 10일 | 16.8%          | 12.5%        | 14.1%          | 12.7%        |
| 제55회  | 5월 11일 | 17.1%          | 12.9%        | 14.1%          | 13.0%        |
| 제56회  | 5월 14일 | 17.0%          | 12.8%        | 13.9%          | 12.0%        |
| 제57회  | 5월 15일 | 16.3%          | 12.0%        | 14.1%          | 12.8%        |
| 제58회  | 5월 16일 | 16.4%          | 12.2%        | 15.1%          | 13.9%        |
| 제59회  | 5월 17일 | 17.2%          | 12.9%        | 14.2%          | 12.8%        |
| 제60회  | 5월 18일 | 16.2%          | 12.0%        | 14.3%          | 12.4%        |
| 제61회  | 5월 21일 | 17.2%          | 12.8%        | 13.4%          | 12.1%        |
| 제62회  | 5월 22일 | 15.6%          | 11.7%        | 16.2%          | 14.4%        |
| 제63회  | 5월 23일 | 18.2%          | 13.9%        | 14.1%          | 12.8%        |
| 제64회  | 5월 24일 | 17.4%          | 13.3%        | 13.8%          | 12.7%        |
| 제65회  | 5월 25일 | 17.6%          | 13.5%        | 13.6%          | 12.0%        |
| 제66회  | 5월 29일 | 19.0%          | 15.3%        | 15.1%          | 14.2%        |
| 제67회  | 5월 30일 | 17.1%          | 13.0%        | 13.8%          | 12.5%        |
| 제68회  | 5월 31일 | 16.4%          | 12.7%        | 12.9%          | 12.2%        |
| 제69회  | 6월 1일  | 14.1%          | 10.3%        | 12.6%          | 11.8%        |
| 제70회  | 6월 4일  | 15.6%          | 11.9%        | 13.3%          | 12.6%        |
| 제71회  | 6월 5일  | 14.5%          | 10.7%        | 12.4%          | 10.9%        |
| 제72회  | 6월 6일  | 14.6%          | 10.8%        | 13.7%          | 12.9%        |
| 제73회  | 6월 7일  | 15.2%          | 11.3%        | 13.7%          | 12.8%        |
| 제74회  | 6월 8일  | 15.5%          | 11.7%        | 12.9%          | 12.2%        |
| 제75회  | 6월 11일 | 16.4%          | 12.5%        | 14.1%          | 13.0%        |
| 제76회  | 6월 12일 | 14.9%          | 10.8%        | 12.2%          | 10.2%        |
| 제77회  | 6월 13일 | 13.9%          | 9.4%         | 11.9%          | 11.5%        |
| 제78회  | 6월 14일 | 15.0%          | 10.9%        | 13.5%          | 12.3%        |
| 제79회  | 6월 15일 | 15.7%          | 11.6%        | 12.7%          | 11.2%        |
| 제80회  | 6월 19일 | 17.6%          | 13.7%        | 14.5%          | 13.1%        |
| 제81회  | 6월 20일 | 14.8%          | 10.9%        | 13.7%          | 12.8%        |
| 제82회  | 6월 21일 | 15.4%          | 11.3%        | 12.7%          | 11.7%        |
| 제83회  | 6월 22일 | 15.4%          | 11.6%        | 13.7%          | 12.5%        |
| 제84회  | 6월 25일 | 16.3%          | 12.4%        | 14.2%          | 13.1%        |
| 제85회  | 6월 26일 | 18.4%          | 14.0%        | 15.8%          | 14.4%        |
| 제86회  | 6월 27일 | 16.3%          | 12.5%        | 14.4%          | 13.6%        |
| 제87회  | 6월 28일 | 17.6%          | 13.3%        | 15.0%          | 13.7%        |
| 제88회  | 6월 29일 | 16.3%          | 12.2%        | 13.7%          | 11.7%        |
| 제89회  | 7월 2일  | 16.7%          | 12.6%        | 15.0%          | 13.9%        |
| 제90회  | 7월 3일  | 16.7%          | 12.5%        | 14.4%          | 12.2%        |
| 제91회  | 7월 4일  | 15.4%          | 11.0%        | 13.9%          | 12.5%        |
| 제92회  | 7월 5일  | 16.2%          | 12.1%        | 13.9%          | 11.8%        |
| 제93회  | 7월 6일  | 15.3%          | 10.9%        | 13.4%          | 11.5%        |
| 제94회  | 7월 9일  | 16.9%          | 12.7%        | 14.8%          | 13.1%        |
| 제95회  | 7월 10일 | 16.8%          | 12.5%        | 13.5%          | 12.2%        |
| 제96회  | 7월 11일 | 16.6%          | 12.3%        | 13.7%          | 12.1%        |
| 제97회  | 7월 12일 | 15.7%          | 11.4%        | 13.8%          | 12.4%        |
| 제98회  | 7월 13일 | 16.3%          | 12.0%        | 14.2%          | 12.4%        |
| 제99회  | 7월 16일 | 16.8%          | 12.6%        | 13.9%          | 12.7%        |
| 제100회 | 7월 17일 | 15.4%          | 11.2%        | 12.6%          | 11.4%        |
| 제101회 | 7월 18일 | 15.7%          | 11.5%        | 13.3%          | 11.9%        |
| 제102회 | 7월 19일 | 15.6%          | 11.4%        | 13.2%          | 12.2%        |
| 제103회 | 7월 20일 | 16.3%          | 12.2%        | 13.7%          | 12.7%        |

## 결방 사유 및 연장
- 인형의 집 방영 분량이 100부작에서 3회 연장되어 103부작으로 변경 및 확정되었다.

## 수상 경력
- 2018년 코리아 드라마 어워즈 여자 최우수상 왕빛나
- 2018년 제26회 대한민국 문화연예대상 드라마부문 남자 우수상 한상진
- 2018년 KBS 연기대상 일일극 부문 여자 우수상 박하나

## 참고 사항
- 당초 2018년 2월 12일에 첫 방송 예정였으나, 2018년 평창 동계 올림픽 등 편성 기획 문제로 인하여 2018년 2월 26일에 첫방송하였다.

## 같이 보기
- 대한민국의 텔레비전 드라마 목록 (ㅇ)
- 2018년 대한민국의 텔레비전 드라마 목록